# Фукс Савелій Львович
Фукс Савелій Львович (5(17) березня 1900, Гродно — 3 грудня 1976, Харків) — український правознавець, доктор юридичних наук (1947), професор (1938).

- 1925 — закінчив юридичний факультет Харківського інституту народного господарства.
- Від 1926 — в цьому вузі: аспірант кафедри проблем сучасного права, доцент, професор (з 1932).
- З 1938 по 1941 працював заступником директора з навчальної і наукової роботи Харківського юридичного інституту.
- В 1941-43 — заступник директора з навчальної і наукової роботи об'єднаного Московського та Алма-Атинського юридичного інституту (Казахстан).
- З 1944 по 1971 — знову в Харківському юридичному ін-ті: завідувач, а з 1976 — професор кафедри історії держави і права.

Досліджував проблеми земельного права та історії держави і права України та Казахстану.